# Sergej Kornilajev
Sergej Grigorjevitj Kornilajev (ryska: Сергей Григорьевич Корнилаев), född den 20 februari 1955 i Ryssland, är en sovjetisk brottare som tog OS-brons i lätt flugviktsbrottning i fristilsklassen 1980 i Moskva.